# Indeks płynu owodniowego
Indeks płynu owodniowego (indeks Phalena, ang. amniotic fluid index, AFI) – wskaźnik ilości płynu owodniowego i jednocześnie dobrostanu płodu. Stanowi część profilu biofizycznego płodu. 
Wynik AFI podaje się na podstawie ilości płynu owodniowego (przez zsumowanie cm głębokości w czterech kieszeniach płynowych) widocznego w ciężarnej macicy przy użyciu ultrasonografii. AFI o wartości <5–6 jest uznawany za stan małowodzia, a AFI >20–24 jest uznawany za wielowodzie.